# Serotoninski sindrom
Serotoninski sindrom je skupek simptomov, ki se lahko pojavijo ob uporabi nekaterih zdravil ali rekreativnih mamil, ki v telesu zvišujejo raven serotonina v osrednjem živčevju. Simptomi so lahko blagi, lahko pa se izrazijo v hudi obliki in so v skrajnem primeru življenjsko ogrožajoči. Pri blažjem poteku simptomi zajemajo povišan krvni tlak in pospešen srčni utrip, običajno brez vročine. Pri zmerno hudi obliki serotoninskega sindroma se lahko pojavijo povišana telesna temperatura, vznemirjenost, povečana izraženost refleksov, tresavost, znojenje, razširjene zenice, driska. Pri hudi obliki lahko telesna temperatura preseže 41,1 °C in možni zapleti so med drugim napadi in rabdomioliza (propadanje mišičnega tkiva).
Serotoninski sindrom je najpogosteje posledica uporabe dveh ali več zdravil ali mamil s serotonergičnim učinkom. Mednje spadajo selektivni zaviralci ponovnega privzema serotonina (SSRI), zaviralci ponovnega privzema serotonina in noradrenalina (SNRI), zaviralci monoamin oksidaze (MAOI), triciklični antidepresivi, amphetamin in njegovi derivati, petidin (meperidin), tramadol, dekstrometorfan, buspiron, L-triptofan, 5-hidroksitriptofan, šentjanževka, triptani, ekstazi (MDMA), metoklopramid in kokain. Pojavi se pri okoli 15 % oseb, ki vzamejo prevelik odmerek SSRI. Gre za predvidljivo posledico prekomerne količine serotonina v osrednjem živčevju. Serotoninski sindrom običajno nastopi tekom enega dneva od izpostavljenosti preveliki koncentraciji serotonina.
Diagnoza temelji na bolnikovih simptomih in anamnezi uporabe zdravil. Izključiti je treba druga bolezenska stanja s podobno simptomatiko, kot so nevroleptični maligni sindrom, maligna hipertermija, antiholinergična toksičnost, vročinski udar, meningitis. Laboratorijski test za potrditev diagnoze ne obstaja.
Kot začeten ukrep zdravljenja je treba ukiniti zdravila, za katera obstaja sum, da so lahko povzročila serotoninski sindrom. Za blaženje simptomov se uporablja podporno zdravljenje; pri bolnikih z izraženo vznemirjenostjo se lahko uporabijo benzodiazepini. Če simptomi vztrajajo, je lahko učinkovita uporaba serotoninskega antagonista, kot je ciproheptadin. Pri bolnikih z visoko vročino je lahko potrebno aktivno ohlajanje telesa. Podatki o pogostnosti serotoninskega sindroma niso znani. Ob ustreznem medicinskem ukrepanju je tveganje za smrt nizko, manj kot enoodstotno.

## Simptomi
Za serotoninski sindrom so značilni trije sklopi simptomov:
- spremembe duševnega stanja (npr. zmedenost, agitacija, nemir, delirij, koma)
- motnje avtonomnega živčevja (npr. povišan srčni utrip, hitrejše dihanje, povišana telesna temperatura, potenje, povišan krvni tlak) in
- živčno-mišična simptomatika zaradi povečanega mišičnega tonusa (npr. tresavost, hiperrefleksija, klonus).

Simpomi nastopijo praviloma hitro, v roku 24 ur od uporabe zdravila ali mamila, ki povzroči povečanje koncentracije serotonina v osrednjem živčevju. Razpon možnih simptomov je velik. Lahko gre za blago, nenevarno simptomatiko, lahko pa se izrazijo v hudi obliki in so v skrajnem primeru življenjsko ogrožajoči.
Pri blažjem poteku simptomi zajemajo povišan krvni tlak in pospešen srčni utrip, običajno brez vročine. Pri zmerno hudi obliki serotoninskega sindroma se lahko pojavijo povišana telesna temperatura, vznemirjenost, povečana izraženost refleksov, tresavost, znojenje, razširjene zenice, driska. Pri zmerno hudi simptomatiki so pretirano izraženi refleksi in mišični klonus običajno izrazitejši v spodnjih okončinah. Pojavita se lahko tudi nespečnost ali pretirana razbujenost. Pri hudi obliki lahko srčni utrip in krvni tlak močno narasteta; pri življenjsko ogrožajočem serotoninskem sindromu lahko telesna temperatura preseže 41,1 °C in možni zapleti so med drugim napadi in rabdomioliza (propadanje mišičnega tkiva). Lahko pride tudi do presnovne acidoze, odpovedi ledvic in diseminirane intravaskularne koagulacije. Ti zapleti hudega serotoninskega sindroma so predvsem posledica nevarno visoke vročine.

## Vzroki
Serotoninski sindrom je najpogosteje posledica uporabe dveh ali več zdravil ali mamil s serotonergičnim učinkom.  Med taka zdravila spadajo selektivni zaviralci ponovnega privzema serotonina (SSRI), zaviralci ponovnega privzema serotonina in noradrenalina (SNRI), zaviralci monoamin oksidaze (MAOI), triciklični antidepresivi, amfetamin in njegovi derivati, petidin (meperidin), tramadol, dekstrometorfan, buspiron, L-triptofan, 5-hidroksitriptofan, šentjanževka, triptani in metoklopramid. Rekreativni mamili s serotoninergičnim učinkom sta na primer ekstazi (MDMA) in kokain. V monoterapiji (ob uporabi le ene učinkovine) največje tveganje za pojav serotoninskega sindroma predstavljata citalopram in escitalopram, ki sta strukturno različna od ostalih antidepresivov iz skupine SSRI.
Različne učinkovine imajo različne mehanizme, preko katerih povečajo koncentracije serotonina v osrednjem živčevju. Na primer, učinkovine iz skupine SSRI zavirajo ponovni privzem serotonina v presinaptične nevrone, zaviralci MAO pa zavirajo njegovo razgradnjo.